# أنيس المقدسي
أنيس الخوري المقدسي هو أديب وناقد وشاعر ومسرحي ولد في طرابلس عام 1303هـ = 1880 وابتدأ دراسته فيها ثم انتقل إلى بيروت لإنهاء الثانوية، وقد حصل على شهادة البكالوريوس والماجستير في الآداب من جامعة بيروت الأمريكية في 1908 و1910 على التوالي. توفي عام 1397 = 1977 في بيروت. وعمل في التعليم الجامعي، صدر له بعد وفاته ديوان (الوقفات).

## عمله
بعد حصوله على الماجستير، درّس في جامعة أسيوط الأمريكية سنة ثم عاد للتدريس في جامعة بيروت، وفي سنة 1922 تولى رئاسة دائرة الآداب في الجامعة وحتى تقاعده.

## مؤلفاته
ألف أكثر من عشرين كتابا أدبيا وخمس مسرحيات وثلاثة دواوين شعرية.

### كتب أدبية
1. أمراء الشعر العربي في العصر العباسي
2. العوامل الفعالة في الأدب العربي الحديث
3. الدول العربية وآدابها
4. ديوان ابن الساعاتي
5. النقد الأدبي
6. تطور الأساليب النثرية في الأدب العربي
7. المختارات السائرة

#### مسرحيات
1. إلى الحمراء
2. أشد من الانتقام

## أوسمة
حصل على خمسة عشر وساما من حكومات عربية منها:
1. وسام الاستحقاق اللبناني المذهب
2. وسام المعارف اللبناني من الدرجة الأولى
3. وسام الاستحقاق المعارف السوري من الدرجة الأولى